# Томас Грей
Томас Грей (на английски: Thomas Gray) е английски поет-сантименталист, изследовател на литературата и преподавател в Кеймбриджкия университет.

## Биография
Грей е роден в Корнхил в семейството на брокер и модна шивачка. Той е 5-о от общо 12 деца и единственият, който оцелява до юношество. Заедно с майка си се мести в Лондон, където учи в Итън Колидж. По време на следването си живее при чичо си и започва да се запознава отблизо с английската литература. Образованието си продължава в Питърхаус, Кеймбридж, където следва Право, но основно го влече литературата. Пише първите си стихотворения, които счита за абсолютно аматьорски.
Едва след като завършва образованието си и няколко години пътува и сменя работни позиции, се решава да започне сериозно да пише поезия. След смъртта на приятеля му Ричард Уест през 1742 г. Грей прави първите си стъпки в писателската дейност. Връща се в Кеймбридж и започва да изучава литературата до основи. Негови съвременници го описват като начетен човек с изключителни познания в областта на интересите му, въпреки че самият Грей счита себе си за мързелив и не кой знае колко блестящ.
Поетът прекарва почти целият си живот в Кеймбридж, където работи в научните среди, а впоследствие и като преподавател. През 1768 г. оглавява департамента по Модерна история. В научната си дейност Грей е най-известен като изследовател на английската поезия и с трудовете си, посветени на келтската и скандинавската митологии.
Умира на 30 юли 1771 г. в Кеймбридж и е погребан до майка си в малкото селце Стоук Поуджъс, в близост до Слау.

## Творчество
Докато е жив, от трудовете на Томас Грей са издадени едва около 1000 реда поезия, но това не му пречи да бъде сред най-големите имена в периода на Английския сантиментализъм. Неговото творчество е считано за предвестник на Романтизма и за последно дихание на английския Класицизъм.
Грей е познат и като един от Гробищните писатели, редом с Оливър Голдсмит, Томас Пърси, Робърт Блеър и Кристофър Смарт; счита се, че готическите романи са силно повлияни от идеите за живота и смъртта, разгледани от тези поети. Елегията „Elegy Written in a Country Churchyard“ е издадена през 1751 г. и се приема за върхов момент в творчество му и за един от най-красноречивите примери в направлението на Сантиментализма. То се превръща и в неговата най-преписвана и копирана творба, а чрез него Грей въвежда нови словосъчетания в английския език.